# Think of You
Think of You is een single van de Deense zangeres Whigfield uit 1995. Het stond in hetzelfde jaar als derde nummer op het album Whigfield, waar het de derde single van was, na Saturday Night en Another Day.

## Achtergrond
Think of You is geschreven door Davide Riva, Alfredo Larry Pignagnoli en Annerley Gordon en geproduceerd door Riva en Pignagnoli. Het is een eurodancenummer waarin het gevoel wordt beschreven hoe de liedverteller zich voelt als haar geliefde bij haar is. Het nummer was bij uitbrengen controversieel, aangezien het de regel "I need you inside me tonight" bevatte. Dit werd later veranderd naar "I need you beside me tonight". Het nummer werd als single uitgebracht met een remix door M.B.R.G. als B-kant, maar later ook als maxi cd met naast de radio edit, de uitgebreide versie en de remix van M.B.R.G., ook een remix door de dj David en een remix door Dancing Divaz. In 2007 werd een andere remix cd uitgebracht, met onder andere remixes van Gabry Ponte en Sunloverz.

## Hitnoteringen
De single was succesvol in meerdere landen. In Whigfields thuisland Denemarken werd de 4e positie behaald, evenals in Ierland, Italië, Zimbabwe en de Eurochart Hot 100. In Canada werd de 3e positie behaald, in Zwitserland en Finland de 11e, IJsland de 9e, Duitsland en Frankrijk de 25e. In het Verenigd Koninkrijk werd de 7e positie behaald in de UK Singles Chart. 
In Nederland was de single in week 20 van 1995 de 118e Megahit op Radio 3FM en werd in de publieke hitlijst; de Mega Top 50 op Radio 3FM de hoogste notering behaald; hier was de 6e positie de piekpositie en stond elf weken in deze lijst genoteerd. In de Nederlandse Top 40 op Radio 538 werd de 7e positie bereikt en stond de single negen weken genoteerd.
In België bereikte de single de 12e positie in zowel de 
Vlaamse Ultratop 50 als de Vlaamse Radio 2 Top 30 en stond twaalf weken genoteerd. In de Waalse Ultratop 50 werd de 29e positie behaald.